# Frankfurter Landwirtschaftlicher Verein

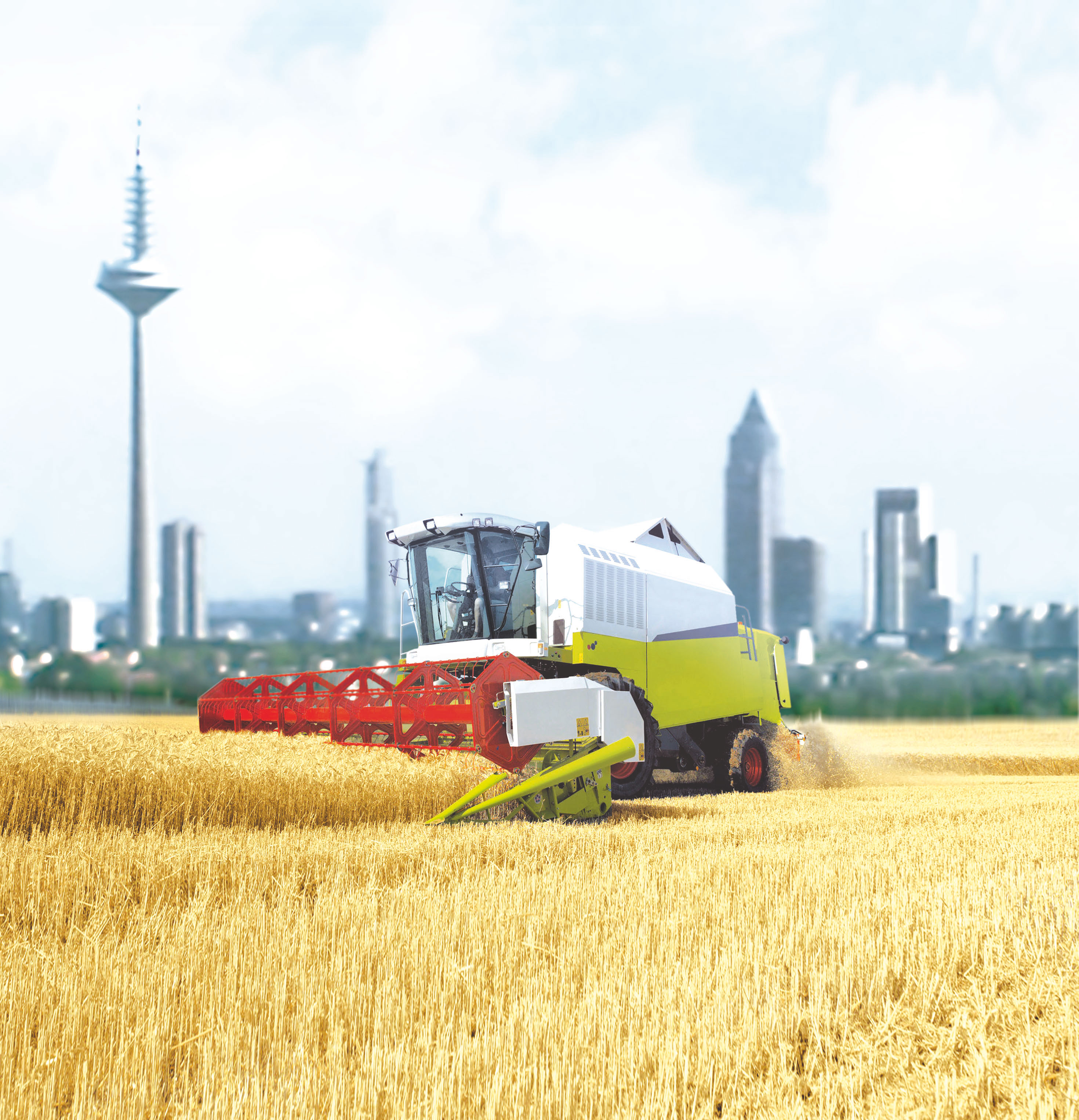
Landwirtschaft in Frankfurt

Der Frankfurter Landwirtschaftliche Verein zählt zu den Landwirtschaftlichen Vereinen. Er dient der Förderung der Landwirtschaft im Ballungsraum Rhein-Main und hat seinen Geschäftssitz in Frankfurt am Main.

## Geschichte
Am 28. Januar 1860 fand in Anwesenheit von 49 Mitgliedern die erste Generalversammlung statt. In den ersten Jahrzehnten seines Bestehens hat sich der Landwirtschaftliche Verein nicht nur mit Fragen beschäftigt, die von Bedeutung für die Landwirtschaft von Frankfurt und seiner Umgebung waren, sondern auch mit solchen, die Stadtbewohner betrafen und interessierten. Es handelte sich dabei unter anderem um die Konsolidation der Felder, Vogelschutz, Wollmärkte, Errichtung einer Zuckerfabrik, Obstbaufragen, um Schlachtviehausstellungen, um Mehl-, Schlacht- und Branntweinsteuer, Feldpolizei, Kanalisation sowie Verwertung von Dung und Exkrementen. Insbesondere engagierte sich der Verein bei der Organisation von Messen und Ausstellungen. Es wurden Schlachtviehausstellungen, Molkereiausstellungen, Wollmärkte, Maschinenausstellungen für Land-, Garten- und Hauswirtschaft, Preishufbeschlagen, Saatgutmärkte und Reiterfeste in einer eigens erbauten landwirtschaftlichen Halle durchgeführt. 1887 fand die erste Ausstellung der Deutschen Landwirtschafts-Gesellschaft (DLG) auf Initiative von Max Eyth auf dem Vereinsgelände und mit finanzieller und personeller Unterstützung des Frankfurter Landwirtschaftlichen Vereins statt.

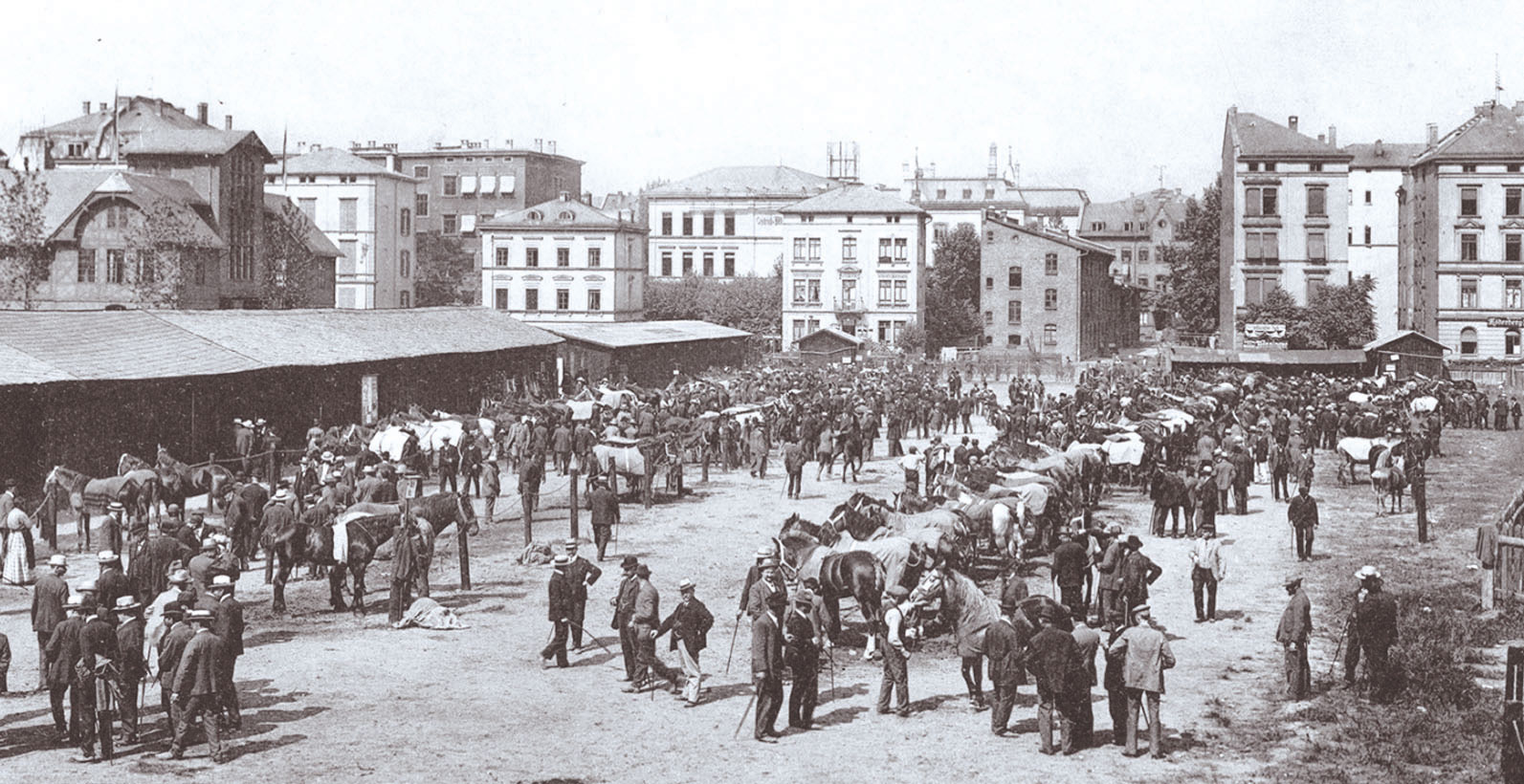
Pferdemarkt an der landwirtschaftlichen Halle am Ostendplatz in Frankfurt um 1900

Eine der bekanntesten Einrichtungen, die der Verein nach seiner Gründung wiederbelebte, waren die Frankfurter Pferdemärkte, deren Geschichte Alexander Dietz beschrieben hat. Darin heißt es: „Es ist das große Verdienst des Frankfurter Landwirtschaftlichen Vereins, den seit den Zeiten des Kaisers Ludwigs des Bayern, ca. 1300, berühmtesten deutschen Pferdemarkt nach langem Schlummer in den Tagen vom 7. bis 9. April 1862 an seiner alten Stelle auf dem Frankfurter Roßmarkt wieder ins Leben gerufen zu haben.“ 1200 Pferde zählte der erste Markt, und 1863 waren 1763 Pferde aufgetrieben. Ab 1864 wurde mit dem Markt eine große Lotterie verbunden, deren Ziehungen für Frankfurt und seine Bürger in späteren Jahren immer ein großes Fest gewesen ist. Die Pferdemärkte, die später auf das Vereinsgelände am Ostendplatz verlegt wurden, ruhten seit 1939, wurden jedoch 1949 wieder abgehalten. Nach anfänglichen großen Erfolgen – 1950 beispielsweise wurden über 1 250 Pferde aufgetrieben und rund 3 500 Besucher gezählt – gingen nicht zuletzt durch den zunehmenden Ersatz von Zug- und Arbeitspferden durch Motorkraft die Auftriebs- und Besucherzahlen ständig zurück. So sah sich der Landwirtschaftliche Verein genötigt, die Pferdemärkte Anfang 1956 einzustellen.
Anfang des 20. Jahrhunderts fanden jährlich im Januar mehrtägige Vortragsveranstaltungen im Frankfurter Römer statt, zu denen Fachleute aus dem Reichsgebiet verpflichtet wurden. Der Verein wendete sich auch der praktischen Versuchstätigkeit im Interesse seiner Mitglieder zu und schuf Ende der 1920er Jahre auf dem Praunheimer Hof im Nordwesten Frankfurts ein Versuchsfeld.
Am 2. März 1934 kam es zur Eingliederung des Vereins in den Reichsnährstand. Nach dem Ende des Zweiten Weltkrieges wurde der Verein von Frankfurter Landwirten wieder gegründet. Am 29. Juli 1947 erfolgte die Eintragung in das Vereinsregister beim Amtsgericht Frankfurt am Main. Eine Wiederherstellung der Eigentumsrechte am Grundstück an der Ostendstraße geschah 1949.
Durch die einschneidenden Veränderungen in der Landwirtschaft bestimmten bei den Vereinsveranstaltungen neben den fachlichen Aspekten, auch die Deutsche Agrarpolitik und Vermarktungs-, Steuer- und Sozialfragen das Vereinsgeschehen. 1986 wurde das Gelände an der Ostendstraße verkauft. Seit 1994 dient ein Anbau an die Gaststätte Zum Lahmen Esel als Vereinssitz.

## Aufgabenstellung
Der Verein stellt ein Bindeglied zwischen landwirtschaftlichen und städtischen Interessen dar.
Zweck des Vereins ist es, den Interessen seiner Mitglieder durch Vortragsveranstaltungen, Lehr- und Besichtigungsfahrten, Versuchsdurchführungen und fachliche Veröffentlichungen zu dienen.

## Versuchswesen

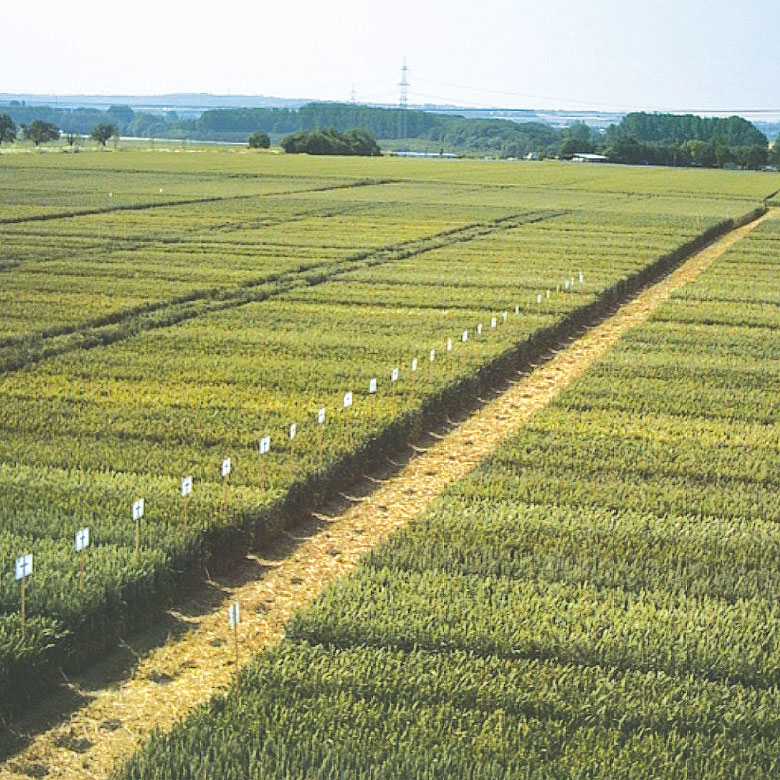
Winterweizen-Sortenversuche auf dem Versuchsfeld Ober-Erlenbach

1991 hat der Landwirtschaftliche Verein für die Anlage eigener Sortenversuche in Karben-Petterweil rund 9 Hektar Ackerland gekauft. Hier wurden zunächst durch wechselnde Bewirtschafter Sortenversuche in Winterweizen in „Großparzellenversuchen“ angelegt. Seit 2003 wird in Bad Homburg-Ober-Erlenbach ein 10 Hektar großes Versuchsfeld betrieben. In der Folge wurde die vereinseigene Versuchstätigkeit stark ausgeweitet. Neben den Großparzellenversuchen wurden Exaktversuche in Winterweizen mit jeweils rund 25 verschiedenen Sorten und Wintergerste mit rund 15 Sorten angelegt und ausgewertet. Versuche wurden außerdem in den Kulturen Winterraps, Sommergerste und Zuckerrüben durchgeführt. Die zunehmende energetische Verwertung landwirtschaftlicher Rohstoffe rückte die Nutzung von Silomais als Energiemais in den Fokus der Betrachtung, so dass seit 2007 auch hierzu ebenfalls Versuche angestellt wurden. Außerdem wurden Versuche zu Saatstärken, Wachstumsregulatoren, Düngerformen und Fungizid-Strategien in den einzelnen Kulturen in die Versuchsanstellung mit übernommen und ausgewertet.

## Fachliche Weiterbildung
In den Wintermonaten finden Vortragsveranstaltungen statt. Für sie wird jeweils ein Generalthema festgelegt, das in den Einzelvorträgen von Referenten aus Wissenschaft, Verwaltung, Praxis oder Politik von behandelt wird.
Im Sommerhalbjahr werden vereinseigene Versuche und solche der Offizialberatung besichtigt und anschließend besprochen. Außerdem werden Lehr- und Besichtigungsfahrten durchgeführt. Fahrten zu Großveranstaltungen beispielsweise der DLG (DLG-Feldtage, Agritechnica), finden ebenso statt, wie eintägige Lehrfahrten zu fortschrittlichen Betrieben in der Region.

## Ackerbau-Arbeitskreis
Für den Austausch fachlicher Inhalte bildete sich im Jahr 1993 ein Arbeitskreis „Ackerbau“, der sich zum Ziel gesetzt hat, „unter Beachtung einer ordnungsgemäßen, standortangepassten sowie umweltschonenden Produktion den wirtschaftlichen Erfolg der Mitgliedsbetriebe zu sichern und zu verbessern“. Kernpunkt der Arbeitskreisarbeit ist ein Erfahrungsaustausch der Mitglieder.

## Öffentlichkeitsarbeit

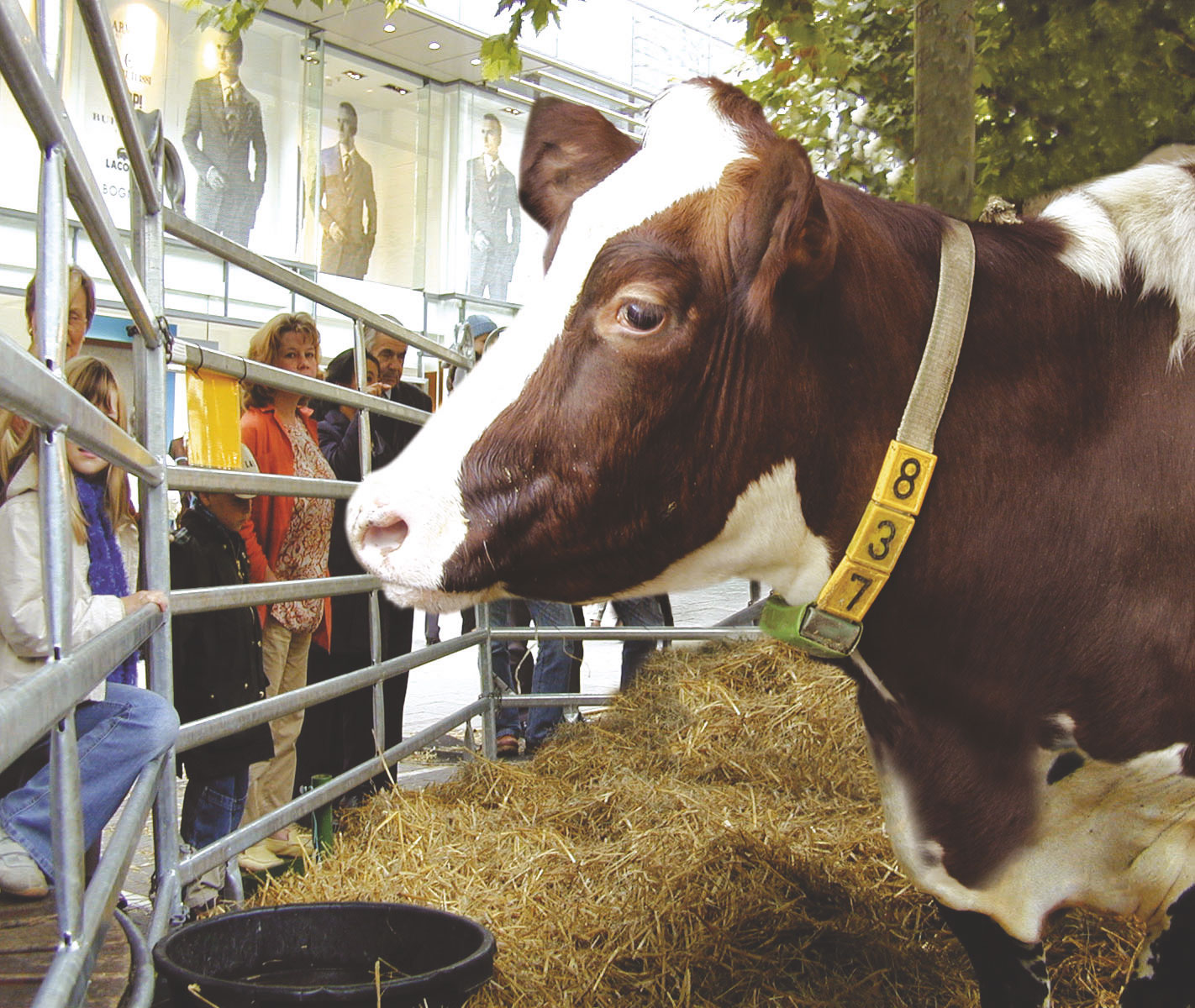
Erntefest in der Frankfurter Innenstadt

Hoffeste, Grüne Pfade, ein dreitägiges Erntefest im Zentrum Frankfurts und der Lernbauernhof Rhein-Main sind Projekte von Öffentlichkeitsarbeit, an denen der Landwirtschaftliche Verein durch finanzielle Unterstützung, tätige ehrenamtliche Mitarbeit oder Trägerschaft beteiligt ist.

## Vereinsgremien
Der Verein hat rund 340 Mitglieder. Für die Aufnahme in den Verein bedarf es zwei Bürgen aus dem Vorstand. Dieser besteht aus dem geschäftsführenden Vorstand (4 Personen) und 8 Beisitzern. Außerdem haben 3 Ehrenvorstandsmitglieder beratende Stimme im Gremium.